# Projektor komputerowy

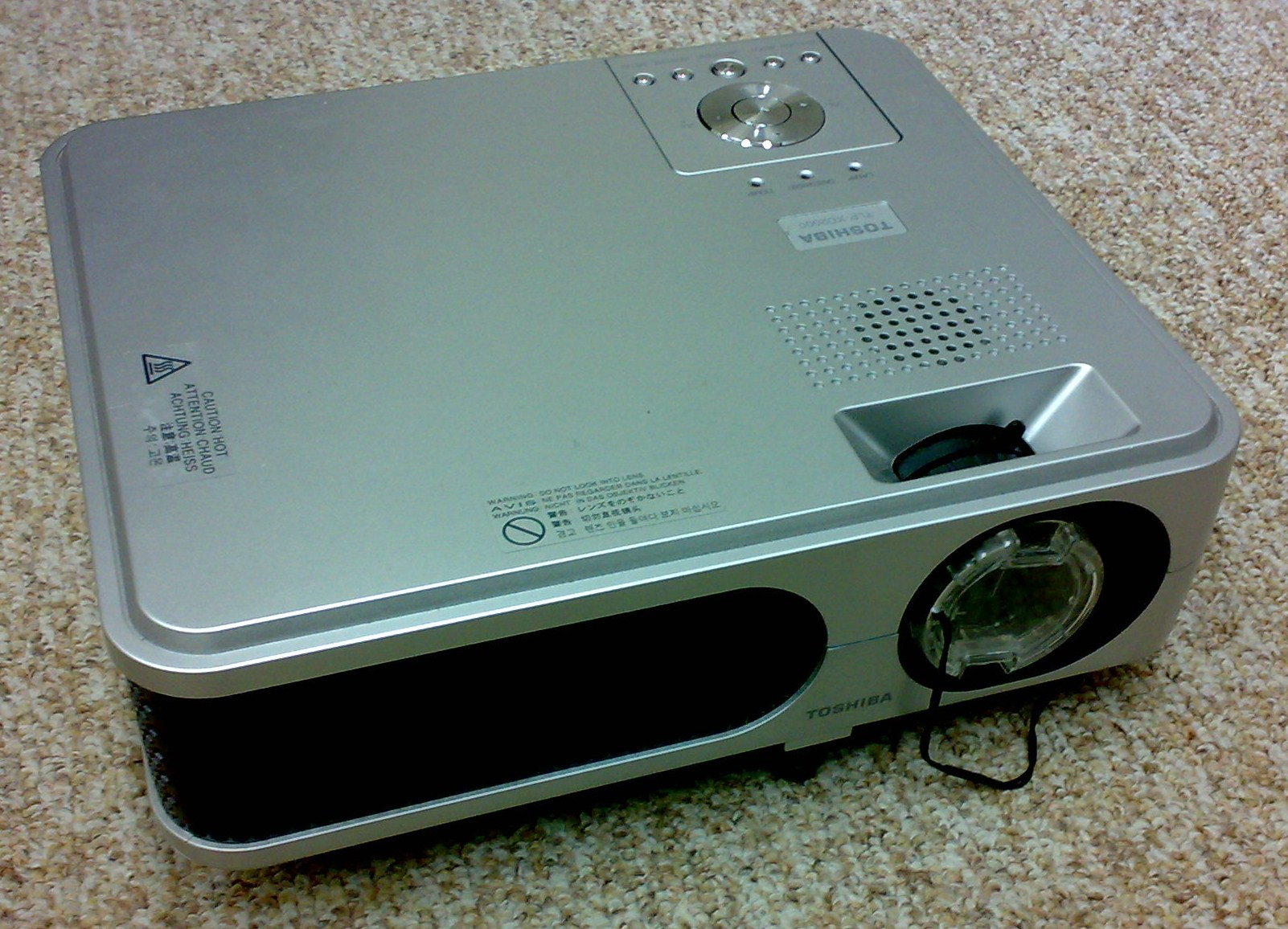
Projektor marki Toshiba TLP XD2000

Projektor – urządzenie służące do wyświetlania ruchomego obrazu na ścianie lub na innej powierzchni, która służy za ekran projekcyjny. Projektory te głównie stosowane do wyświetlenia filmów odtwarzanych przez komputer lub komputerowych prezentacji.
Projektory komputerowe oparte są na dwóch technologiach LCD i DLP.

## Projektory LCD
Kolorowy obraz jest tworzony przez matrycę LCD (tak samo jak w monitorach LCD), następnie przez układ optyczny jest rzutowany na ścianę lub specjalny ekran.

## Projektory DLP
Światło z lampy pada na zestaw sterowalnych miniaturowych luster, zwanych chipem DMD. W ten sposób jest tworzony obraz monochromatyczny (z odcieniami szarości). Następnie obraz przechodzi przez filtr koloru i jest rzucany na ekran. W tańszych rozwiązaniach filtry kolorów znajdują się na szybko wirującym kole, i kolorowy obraz powstaje przez zmianę matrycy luster zsynchronizowaną z aktualnym filtrem. Jeżeli synchronizacja obrazu z filtrem nie jest idealna to powstaje efekt tęczy.
W droższych rozwiązaniach są trzy matryce luster, każda dostaje inny kolor, a następnie obraz jest rzutowany przez trzy soczewki na ekran, gdzie łączy się i powstaje pełna paleta barw.